# 峨嵋马先蒿
峨嵋马先蒿（学名：Pedicularis omiiana）为玄参科马先蒿属下的一个种。

## 扩展阅读
- 維基物種上的相關：峨嵋马先蒿